# Anolis loysiana
Espèce
Anolis loysiana est une espèce de sauriens de la famille des Dactyloidae.

## Répartition
Cette espèce est endémique de Cuba.

## Publication originale
- Duméril & Bibron, 1837 : Erpétologie Générale ou Histoire Naturelle Complète des Reptiles. Librairie. Encyclopédique Roret, Paris, vol. 4, p. 1-570 (texte intégral).